# بطولة العالم للأندية للكرة الطائرة للسيدات
بطولة العالم للأندية لكرة الطائرة للسيدات هي مسابقة دولية للكرة الطائرة للسيدات ينظمها الاتحاد الدولي للكرة الطائرة (الهيئة الحاكمة العالمية للرياضة). أنطلقت المسابقة لأول مرة في عام 1991 في البرازيل. لم تقم المسابقة بين عامي 1995 و2009 ولكن منذ عام 2010 أصبحت المسابقة تقام المسابقة كل عام، واستضافتها قطر وسويسرا والفلبين واليابان والصين وتركيا. أقيمت المسابقة في مقاطعة تشجيانغ الصينية في 2018 و 2019. الغيت البطولة عام 2020 بسبب جائحة فيروس كورونا، وأقيمت في اعام التالي 2021 في تركيا.
تتضمن البطولة ستة إلى ثمانية فرق تتنافس على اللقب في ملاعب داخل الدولة المضيفة على مدار أسبوع تقريبًا. حامل اللقب الحالي هو نادي فاكيف بنك التركي الذي هزم فريق إيموكو فولي الإيطالي 3-2 في نهائي نسخة 2021 ليفوز بلقبه الرابع في المسابقة. المنتخبات التركية هي الأكثر نجاحًا في هذه المسابقة بإجمالي سبعة ألقاب.